# Championnat du monde masculin de volley-ball des moins de 19 ans 1993
Navigation
Porto 1991 San Juan 1995
Le 3e Championnat du monde masculin de volley-ball des moins de 19 ans a été organisé en Turquie en 1993.

## Classement final
| Place              | Équipe       |
| ------------------ | ------------ |
| Médaille d'or      | Brésil       |
| Médaille d'argent  | Japon        |
| Médaille de bronze | Corée du Sud |
| 4                  | Portugal     |
| 5                  | Grèce        |
| 6                  | Porto Rico   |
| 7                  | Finlande     |
| 8                  | Égypte       |
| 9                  | Biélorussie  |
| 9                  | Costa Rica   |
| 9                  | Pologne      |
| 9                  | Turquie      |